# 小行星9302
小行星9302（英語：9302）是一颗围绕太阳公转的小行星。1985年10月12日，P. Wild在齐美尔瓦尔德发现了此天体。
这颗小行星的绝对星等为188.3834382919731等。